# Guanghua School of Management
 (juin 2012).
Si vous disposez d'ouvrages ou d'articles de référence ou si vous connaissez des sites web de qualité traitant du thème abordé ici, merci de compléter l'article en donnant les références utiles à sa vérifiabilité et en les liant à la section « Notes et références ».
Guanghua School of Management(光华管理学院) est une école de commerce en Chine affilié à l'université de Pékin. 
Une centaine de personnes y travaille en permanence. La moitié des professeurs a un doctorat obtenu dans une université étrangère[réf. nécessaire].
Guanghua a un programme de licence qui est le plus prestigieux programme d'enseignement dans les affaires en Chine[réf. nécessaire], des masters spécialisés essentiellement en finance, des programmes MBA et des programmes doctorant. C'est environ 3000 étudiants[réf. nécessaire] qui fréquentent Guanghua chaque année. Guanghua a été classée numéro 1 parmi les MBA en Chine[réf. nécessaire]. Des programmes EMBA et MPAcc sont aussi dispensés au sein de l'école.